# Teófilo Gamarra
Teófilo Gamarra Saldívar (Cusco, 9 de enero de 1966) es un abogado, catedrático y político peruano. Fue congresista de la república por Ucayali en el periodo 2011-2016.

## Biografía
Nació en la ciudad del Cusco, el 9 de enero de 1966.
Cursó sus estudios primarios en la escuela Nuestra Señora de Fátima de dicha ciudad y los secundarios en el Colegio Nacional de Ciencias y Artes del Cuzco. Entre 1985 y 1991 estudió la carrera de derecho en la Universidad Nacional de San Antonio Abad del Cusco titulándose de abogado. A mediados de los años 1990 viajó a Iquitos y realizó un curso de especialización en Derecho Tributario y Aduanero organizado por el IAT, habiendo sido designado funcionario de la Superintendencia Nacional de Aduanas y de Administración Tributaria (SUNAT), en donde ocupó diversos cargos. Realizó varios diplomados de especialización en Derecho Tributario, Constitucional, Penal y Procesal Penal entre otros.
En el año 2009, inició estudios de maestría en Derecho Civil en la Universidad Alas Peruanas, habiendo optado el grado de maestro en Derecho Civil en el 2012, fue expositor en diversos temas del tributario en Pucallpa. Desde el año 2001 fue catedrático en la Universidad Nacional de Ucayali y en la sede de Pucallpa de la Universidad Alas Peruanas.
Durante sus paso por las aulas universitarias de la Universidad Nacional de San Antonio Abad del Cusco, ocupó diversos cargos, habiendo sido, miembro del tercio estudiantil del Consejo de la Facultad de Derecho y Ciencias Políticas, fue miembro de la Asamblea Universitaria e integrante del Consejo Universitario. Asimismo, fue presidente del Centro Federado de la Facultad de Derecho.  

## Trayectoria política
Se inició en la política como miembro del partido Justicia Nacional de Jaime Salinas desde el año 2004 hasta el año 2007. Posteriormente se apuntó en el Partido Aprista Peruano en 2008 y renunciando en el 2009.
En las elecciones municipales del 2010 postuló como candidato a regidor de la Municipalidad Provincial de Coronel Portillo sin resultar electo.

### Congresista de la República
En las elecciones parlamentarias del año 2011, se afilió al Partido Nacionalista Peruano de Ollanta Humala y postuló al Congreso de la República por la lista electoral de Ucayali. Fue elegido como congresista por Ucayali por la alianza Gana Perú para el periodo parlamentario 2011-2016.
Durante su gestión, fue secretario de la Comisión de Seguridad Nacional, vicepresidente de la Comisión de Economía, presidente de la Comisión de Energía y Minas, presidente de la Comisión de Inclusión Social y vocero de la bancada de Gana Perú.
En el año 2018, Gamarra postuló como candidato invitado por el partido Solidaridad Nacional a la alcaldía del distrito de San Martín de Porres, sin embargo, no resultó elegido.